# Road to Joy
Road to Joy ist ein Lied des englischen Singer-Songwriters und Rockmusikers Peter Gabriel. Es ist am 1. Dezember 2023 auf Gabriels zehntem Studioalbum i/o erschienen.

## Geschichte
Das Lied wurde erstmals als Weltpremiere bei dem ersten Konzert der I/o The Tour am 18. Mai 2023 in der Tauron Arena in Krakau, Polen live gespielt und gehörte fast immer zur Setlist der Tournee.
Die Erstveröffentlichung von Road to Joy erfolgte als sechste Single des Albums i/o am 4. Juni 2023. Diese wurde als Einzeltrack zum Download und Streaming durch Real World Records veröffentlicht. Hierbei handelt es sich um den sogenannten Bright-Side Mix, der von Mark „Spike“ Stent abgemischt wurde. Ähnlich wie bei den in den fünf Monaten zuvor veröffentlichten Titeln Panopticom, The Court, Playing for Time, i/o und Four Kinds of Horses wurde das erste Veröffentlichungsdatum der Single so gewählt, dass es mit einem Vollmond zusammenfällt.
Insgesamt wurden drei verschiedene Mixe des Titels veröffentlicht: Nach dem Bright-Side Mix (gemixt von Mark „Spike“ Stent) wurde am 18. Juni 2023 der Dark-Side Mix (gemixt von Tchad Blake) und der Atmos In-Side Mix (von Hans-Martin Buff) an dem darauffolgenden Neumond veröffentlicht.

„Mir gefällt die Idee des Multiple-Mix-Ansatzes sehr gut, denn für die meisten Künstler ist der Prozess und nicht das Produkt das Wichtigste. In gewisser Weise versuche ich, den Prozess für diejenigen, die daran interessiert sind, ein wenig mehr zu öffnen.“

## Artwork
Das Cover-Artwork der Single zeigt ein mehrfaches Bild eines in zwei Kreisen angeordneten Stinkefingers des Künstlers Ai Weiwei, der zuvor nicht wusste, wer Peter Gabriel ist, mit dem Titel Middle Finger in Pink.
Es handelt sich um Zweifarb-Siebdruck auf Papier im Format 60 × 60 cm und ist eine von drei Farbvarianten, die Ai Weiwei erstellt hat. Sein Motiv geht zurück auf Ai Weiweis Foto-Reihe mit dem Namen Study Of Perspective, die aus subjektiver Sicht seinen ausgestreckten Arm mit erhobenen Mittelfinger vor verschiedenen Hintergründen zeigt. Etwa einem der Tore zur Verbotenen Stadt in Peking, dem Weißen Haus in Washington, D.C. oder dem Reichstagsgebäude in Berlin. Die Bilder werden wegen Ai Weiweis Bestrebungen nach Meinungsfreiheit meist politisch gedeutet. Die provokative Geste soll das vermeintlich über einem Stehende relativieren. Von diesem Grundgedanken hat Ai Weiwei eine Grafik abgeleitet, die vielfach wiederholt den Stinkefinger alleine oder mit einem Arm und angedeutetem Oberkörper dran zeigt. Die eher übersichtliche Gesamtanzahl an einzelnen Elementen wird mehrfach wiederholt und teilweise auch gespiegelt angeordnet, dass eine verschlungene Rundgrafik entsteht. Man kann sie als verworren auffassen oder als eine Art von Mandala.

„Ich bin ein großer Fan von Ai Weiwei, sowohl als Künstler als auch als Designer und als Menschenrechtsaktivist. Er ist ein unglaublich mutiger Mann und riskiert regelmäßig den Zorn der chinesischen Regierung. Aber seine Arbeit ist außergewöhnlich, oft politisch und ganz außergewöhnlich. Als ich ihn bedrängte, hatte er, glaube ich, keine Ahnung, wer ich war, und so war es anfangs ein harter Kampf, aber er war offen für Gespräche, und wir lernten uns kennen und trieben uns ein wenig herum. Ich war sehr erfreut, als er zustimmte, Teil des i/o-Projekts zu sein und uns großzügig drei Entwürfe schickte. Er hat dieses Bild des Mittelfingers, das er in seiner Arbeit häufig verwendet und das sich oft an die Machthaber richtet. Er hat definitiv an der Wurzel der Macht gestanden, wie schon sein Vater vor ihm. Das ist also ein wichtiges Symbol für ihn, und ich denke, im Kontext der Geschichte, an der ich gerade arbeite, ist der Tod die vorherrschende Macht, und der Held kehrt ins Leben zurück und zeigt dem Tod den Mittelfinger.“

Während sich Ai Weiweis Mittelfinger gegen das politische Autoritäre richtet, ist es bei Peter Gabriel der Tod, dem der aus dem Koma erwachende den Stinkefinger zeigt. Die Single Road to Joy verwendet wie auch Olive Tree eines von zwei Artworks eines Titels für das Album i/o, das nicht das i/o-Albumlogo rechts beinhaltet.

## Hintergrund
Aufgenommen in Gabriels Real World Studios in Box, Wiltshire, im Beehive und in den British Grove Studios in London und in den High Seas Studios in Johannesburg sind auf Road to Joy unter anderem wieder Tony Levin an der Bassgitarre, David Rhodes an der E-Gitarre, Manu Katché am Schlagzeug, weitere Mitglieder der Liveband der I/o The Tour, das ständige New Blood-Orchester für dieses Album und der Soweto Gospel Choir zu hören.
Der Bright-Side Mix der Single wurde am sechsten Vollmond des Jahres 2023 veröffentlicht, genannt Strawberry Moon. Gabriel kündigte bei der Veröffentlichung des Titels Panopticom an, dass weitere Bright-Side Mixe von Titeln des Albums von Mark „Spike“ Stent und weitere Dark-Side Mixe von Tchad Blake veröffentlicht werden. Der erste Mix wurde jeweils bei Vollmond und die weiteren bei Neumond veröffentlicht. Darüber hinaus wurden von allen Titeln In-Side Mixe in Dolby Atmos von Hans-Martin Buff angekündigt, die von ihm im Red Room der Real World Studios und seinem eigenen Tonstudio Aural Majority Pad in Boofland erstellt wurden. Diese können auf Apple Music, Amazon Music wie auch der Audio-Blu-ray des Albums gehört werden. Als Stereo-Variante steht bzgl. der Streamingdienste der jeweilige Dark-Side Mix zur Verfügung.
Das Lied ist laut Peter Gabriel einer der letzten Titel, die für das Album i/o entstanden sind, wurde aber aus einem früheren Projekt entwickelt. Seiner Erinnerung nach begann er das Lied unter dem Namen Pukka für sein Soundtrack-Album OVO für die Millennium Dome Show, es war aber letztendlich nicht Teil dieses Albums. Mit Brian Eno machte er daraus etwas mit Aufregung und Energie, was vorher seiner Ansicht nach zu wenig in dem Album vorhanden war.

## Inhalt und Bedeutung
Peter Gabriel sagt, dass der Song von einer im Koma liegenden Person handelt, die nach Zeiten der absoluten Reglosigkeit zurück ins Leben kommt.
Über den Ursprung des Liedes sagte Gabriel:

„Ich arbeite an einem Projekt, das sich teilweise um das Gehirn dreht und darum, wie wir Dinge wahrnehmen, und dieser Song knüpft daran an. Es geht um Nahtoderfahrungen und Locked-in-Syndrom-Situationen, in denen Menschen nicht kommunizieren oder sich bewegen können. Das ist ein erstaunlich frustrierender Zustand. Es gibt einige großartige Bücher und Filme über dieses Thema, aber an diesem Punkt in unserer Geschichte gelingt es den Leuten, die sich um unseren Helden kümmern, einen Weg zu finden, ihn aufzuwecken. Es ist also ein Text darüber, wie man wieder zu Sinnen kommt, zurück ins Leben, zurück in die Welt.“

## Bandcamp Exclusives
Für die Abonnenten des Kanals von Peter Gabriel bei dem Online-Musikdienst Bandcamp wurden zusätzlich zu den Bright-Side und den Dark-Side Mixen alternative Versionen der bis jetzt veröffentlichten Titel des Albums i/o auch zum Download zur Verfügung gestellt, wie auch Videoclips, die deutlich mehr in die Tiefe gehen als die Clips auf YouTube, die an jedem Vollmond regulär erscheinen (meistens an Neumond, manchmal später).
Road to Joy (Post Band Version) – 6:37 – Rohe Abmischung, die verschiedene Zusatz-Sounds enthält. Es fehlen jedoch die Orchester- und Gospelchor-Anteile. Es gibt auch noch keinen endgültigen Liedtext, sondern nur gesungenen Fülltext, der von Peter Gabriel selbst Gabrielese genannt wird. Diese Version ist um 1:13 länger als der schon minimal längere Dark-Side Mix. Das kommt durch eine zusätzliche Strophe plus Refrain, die vor dem Schlussteil sitzen.

## Musikvideos
Am 23. Januar 2025 wurde die KI-Musikvideocreator-Plattform 50:50 gestartet, die eine fairere Aufteilung der Aufmerksamkeit und der Einnahmen zwischen dem Urheber der Musik und dem der visuellen Elemente erreichen soll.
Das erste Musikvideo zu Road to Joy wurde zu dem für das Video stark um 92 s gekürzten Bright-Side Mix im Rahmen von 50:50 am 13. März 2025 veröffentlicht. Das KI-generierte animierte Video wurde wie bereits das zweite zu The Court von Junie Lau erstellt. Es zeigt am Anfang Peter Gabriel in verschiedenen Ansichten, wie er mir klassischen US-amerikanischen Straßenkreuzern fährt. Danach folgt eine visuelle Reise durch eine Welt mit sich ständig rasant wechselnden bunten psychedelischen Bildern, die sich teilweise explosionsartig entwickeln.
Das zweite Musikvideo zu Road to Joy wurde zu dem Dark-Side Mix im Rahmen von 50:50 am 2. April 2025 veröffentlicht. Das KI-generierte animierte Video wurde von Tristan Zand erstellt. Dieses zeigt am Anfang das Gesicht eines alten Menschen. Im Laufe des Videos ist immer wieder ein sich bildender Planet im Urzustand zu sehen und jeweils ein Auge verschiedener Menschen. Ein Komet und ein Asteroid fliegen durch das Weltall. Wolken und Meer sind zu sehen. Aus dem Asteroid entspringt pflanzliches Leben. Die Gesichter verschiedener Menschen werden gezeigt. Mikroskopische Aufnahmen eines Blutkreislaufes und ein gefiederter Mensch, der aus dem Meer steigt führen zum Ende des Videos, an dem ein Mensch ins Wasser springt.
Über das Video sagte Tristan Zand:

„Der Song, mit dem ich die Ehre hatte, zu arbeiten, gab mir einfach ein gutes Gefühl: reine, positive musikalische Energie mit einem Groove, der das Herz über die Ohren erreicht. Es war mir wichtig, dieses zentrale musikalische Erlebnis nicht zu verändern. Deshalb wollte ich eine subtile visuelle Ebene schaffen, die den starken Rhythmus widerspiegelt und dem Betrachter Raum lässt, die Melodien und Texte zu erkunden. In einer Zeit, in der die generative KI oft die Grenze zwischen real und synthetisch verwischt, war es mir wichtig, sichtbare Spuren der verschiedenen von mir verwendeten Werkzeuge und Techniken zu hinterlassen. Ich habe auch visuelle Verweise auf Peters frühere Arbeiten eingeflochten, diese vertrauten Codes, die immer noch in unserem gemeinsamen visuellen Gedächtnis verweilen.“

Das dritte Musikvideo zu Road to Joy wurde zu dem Bright-Side Mix im Rahmen von 50:50 am 26. Juni 2025 veröffentlicht. Das KI-generierte animierte Video wurde von Michael Rhoades erstellt. Wie der Titel des Liedes schon beinhaltet, war die Erstellung des Videos zu Road to Joy für Rhoades eine wirklich freudige Erfahrung, bei der aus seiner Sicht viel gelernt und ausgedrückt wurde. Das Video ist von ihm nicht als eine erzählerische Interpretation der Musik gedacht. Stattdessen soll es auf eine komplizierte Weise mit der Musik von Gabriel auf einer gleichen Wahrnehmungsebene und im Kontrapunkt interagieren. So könnte man den Tanz der visuellen Objekte als eine Reihe von Musikinstrumenten ansehen, die die Tiefe und Breite der vorhandenen Musik erweitern. Für Künstler verschwimmt oft die Grenze zwischen den verschiedenen Ausdrucksmitteln zu einer einzigen Perspektive.

## Mitwirkende
(Quelle:)

### Liedproduktion
- Ron Aslan – zusätzliche Synthesizer
- Tchad Blake – Mixing (Dark-Side Mix)
- Hans-Martin Buff – Dolby-Atmos-Mixing (In-Side Mix), zusätzliche Synthesizer, zusätzliche Perkussion (nur Bright-Side-Mix und In-Side-Mix), Rhythmus-Programmierung
- Richard Chappell – Vorproduktion-Toningenieur
- Tom Coath – Assistenz-Orchester-Toningenieur
- Matt Colton – Mastering
- Faye Dolle – Assistenz-Toningenieurin
- Brian Eno – zusätzliche Synthesizer, manipulierte E-Gitarre, Ukulele, Rhythmus-Programmierung, Produzent
- Peter Gabriel – Hauptgesang, Begleitgesang, Klavier, Synthesizer, manipulierte Charango, Produzent, Rhythmus-Programmierung
- Oli Jacobs – Toningenieur
- Lewis Jones – Orchester-Toningenieur
- Manu Katché – Schlagzeug
- Tony Levin – Bassgitarre
- Katie May – Toningenieurin
- Don McLean (Don-E) – Bass-Keyboards
- David Rhodes – E-Gitarre, Begleitgesang
- Dom Shaw – Toningenieur
- Josh Shpak – Trompete
- Mark „Spike“ Stent – Mixing (Bright-Side Mix)
- Luie Stylianou – Assistenz-Orchester-Toningenieur

### Orchesterproduktion
- Mitglieder des New Blood Orchestra:
  - Orchester-Arrangements – John Metcalfe
  - Geigen – Everton Nelson, Ian Humphries, Louisa Fuller, Charles Mutter, Cathy Thompson, Natalia Bonner, Richard George, Marianne Haynes, Martin Burgess, Clare Hayes, Debbie Widdup, Odile Ollagnon
  - Bratschen – Bruce White, Fiona Bonds, Peter Lale, Rachel Roberts
  - Celli – Ian Burdge, Chris Worsey, Caroline Dale, William Schofield, Tony Woollard, Chris Allan
  - Kontrabass – Chris Laurence, Stacy Watton, Lucy Shaw
  - Dirigent – John Metcalfe
  - Konzertmeister – Everton Nelson
  - Betreuer der Noten – Dave Foster
  - Auftragnehmer des Orchesters – Lucy Whalley und Susie Gillis für Isobel Griffiths Ltd.[7]

### Chorproduktion
- Chorgesang – Soweto Gospel Choir
  - Sopran – Linda Sambo, Nobuhle Dhlamini, Phello Jiyane, Victoria Sithole
  - Alt – Maserame Ndindwa, Phumla Nkhumeleni, Zanele Ngwenya, Duduzile Ngomane
  - Tenor – George Kaudi, Vusimuzi Shabalala, Xolani Ntombela, Victor Makhathini
  - Bass – Thabang Mkhwanazi, Goodwill Modawu, Warren Mahlangu, Fanizile Nzuza
  - Toningenieur – Jacques Du Plessis
  - Musikdirektor, Gesangs-Arrangeur – Bongani (Honey) Ncube

### Unternehmen
- Aural Majority Pad – Tonstudio (Dolby Atmos Mix)
- The Beehive – Tonstudio
- British Grove – Tonstudio
- High Seas Studios – Tonstudio
- Metropolis Mastering – Mastering
- Real World Studios – Tonstudio